# Mot (rapper)
Mot (in russo Мот?), pseudonimo di Matvej Aleksandrovič Mel'nikov (in russo Матвей Александрович Мельников?; Krymsk, 2 marzo 1990), è un rapper russo.

## Biografia
Mot è nato nel 1990 a Krymsk, nel Territorio di Krasnodar. All'età di 5 anni si trasferisce con la famiglia a Krasnodar. Dopo aver frequentato i primi 9 anni di scuola nella città del Circondario federale meridionale, si trasferisce a Mosca, quando ha 15 anni. Proprio nella capitale russa inizia ad interessarsi alla musica hip hop, oltre alla danza e al canto. Al liceo prende parte a numerosi spettacoli teatrali. Matvej termina la scuola superiore con il massimo dei voti e si iscrive quindi alla facoltà di Economia e Commercio all'Università Statale di Mosca, e nel 2012 ottiene la laurea. Mot incomincia a dedicarsi al rap in modo professionale nel 2006 partecipando a battaglie freestyle. Dopo aver vinto alcuni premi, nel 2007 inizia a registrare i propri track con lo KOKA beats studio. Nel 2009 partecipa l concorso «Битва за респект» "Lotta per il rispetto", comparendo nella top 40 tra 2000 giovani rapper. Su consiglio di Ligalize, veterano della scena hip hop russa, cambia il suo pseudonimo da "BthaMoT2bdabot" a "Mot".
Il primo album ufficiale dell'artsita arriva nel 2011 e viene chiamato Remote. L'opera musicale contiene 12 brani e contiene numerosi featuring. Nel 2012 arriva il suo secondo album: «Ремонт» ("Riparazione"). Questo album contiene 11 canzoni, che vengono registrati con la partecipazione di artisti quali L'One (che ritroverà quando entrerà nella Black Star l'anno successivo), LIYA, Катя Нова e Илья Киреев. Nell'ottobre del 2012 scrive la canzone «К берегам» ("alle rive"), dedicato alle 172 vittime dell'inondazione avvenuta nella sua città natale Krymsk. La commovente canzone è entrata nella classifica delle migliori canzoni russe del 2012.
Nel gennaio del 2013 entra nel label Black Star di Timati (ora di Egor Krid). A marzo dello stesso anno esce il primo brano dell'artista nel nuovo label:  «#МотСтелетЧоСели».
Nell'autunno dello stesso anno viene prodotto il suo secondo album da quando è entrato a far parte della Black Star: «Чёрточка» ("Trattino").
Il 14 marzo 2016 viene presentato l'album «Наизнанку»("Al contrario"), con la partecipazione di Jah Khalib, Бьянкой, Music Hаyk e Артём Пивоваровым.
Nell'estate 2016 viene fatto uscire l'album «92 дня» ("92 giorni").
Nel 2019 pubblica Сколько Лет ("Quanti Anni") in feutiring con un dei noti Artisti Emeriti della Federazione Russa, Valerii Meladze.
Durante la sua carriera a collaborato con artisti celebri come Timati, Egor Krid, Velerii Meladze е Bianca.
Ad oggi è noto per le hit Мама, я в Дубае (Mamma sono a Dubai) e Капкан.

## Discografia

### Album di studio
- 2014 – Azbuka Morze
- 2016 – Naiznanku
- 2016 – 92 dnja
- 2017 – Dobraja muzyka klaviš
- 2020 – Parabola
- 2024 – Avgust navsegda

### EP
- 2013 – Čërtočka
- 2018 – Kakie ljudi v Gollivude (ili premija "Oskar" s subtitrami)

### Singoli
- 2013 – #MotSteletČoSeli
- 2013 – Ponedel'nik-vtornik
- 2013 – V plat'e krasivogo cveta
- 2013 – Molodaja krov' (feat. Timati)
- 2013 – Self-Made
- 2013 – Assassin
- 2013 – #MotSejčasVKlube
- 2014 – Strana OZ
- 2014 – Čërnyj den'
- 2014 – Vendžamin (feat. L'One)
- 2014 – Mama, ja v Dubae
- 2014 – Rėp iz mamy Raši
- 2014 – Kislorod (con le VIA Gra)
- 2015 – Den' i noč'
- 2015 – Absoljutno vsë (feat. Bianka)
- 2017 – Soprano (feat. Ani Lorak)
- 2017 – Dallasskij Klub Zlopychatelej
- 2017 – Coachella
- 2017 – Velikij
- 2017 – Svadebnaja
- 2017 – Kogda isčeznet slovo
- 2018 – Karty, den'gi, dve tarelki
- 2018 – Solo
- 2018 – Pobeg iz šoubiza
- 2018 – Obščestvo modnych poėtov
- 2018 – Ča Ča Lend
- 2018 – Proletaja nad kottedžami Varvichi
- 2018 – Malaja
- 2018 – Velye noči
- 2018 – Šamany
- 2018 – Ona ne tvoja
- 2018 – Po bukvam
- 2019 – Skol'ko let (feat. Valerij Meladze)
- 2019 – Dlja svoich
- 2019 – Molodost'
- 2019 – Kak k sebe domoj (la la la la)
- 2019 – Parusa (con Zivert)
- 2019 – Perekrëstki
- 2019 – Stalaktit
- 2020 – Tarantino
- 2020 – Kosmos - ėto sinjaki
- 2020 – Ljudi
- 2020 – Slovami s privkusom Mërtvogo Morja
- 2020 – Na juga
- 2020 – Bumažnyj dom
- 2020 – Gudki
- 2020 – Parabola
- 2020 – Kovčeg
- 2020 – Lilii (con Jony)
- 2021 – Ne Bruklin (con Lyriq)
- 2021 – Avgust - ėto ty
- 2021 – Cholodno ne budet (con Mary Gu)
- 2022 – Po dušam
- 2022 – Trjapki ot kutjur
- 2022 – Ljubov' kak specėffekt
- 2022 – Ja ostavlju (con Grigorij Leps)
- 2023 – Muraškami
- 2023 – Like I Love You (con Amirchik)
- 2023 – Excuse My English (con 8 Miracle)
- 2023 – Za gorizont (con Artik & Asti)
- 2023 – Slučajnosti ne slučajny
- 2023 – Slabosti (con Gayana)
- 2023 – Prosto - složno (con Toni)
- 2024 – Labirint (con Toni e Labirint)
- 2024 – Kogda mužčina vljublën
- 2024 – Angely ne spjat
- 2024 – Ballada (con Xcho)
- 2024 – Gimn vsech večerin (con Gayana)
- 2024 – Nechvatka vitamina L... (con Ayka)
- 2024 – Ostaviv serdce v Moskve (Moja Moskva)
- 2024 – Kak chotel ja
- 2024 – Snegopad (con Paša Levl)
- 2025 – Peremeny - ėto krasivo
- 2025 – Na moral'nych (con Jurij Kiselëv e Mari Krajmbreri)
- 2025 – Šarady (con Egor Krid)

## Curiosità
Essendo un fan del gruppo britannico Spice Girls, da adolescente aveva l'intenzione di sposare una delle componenti della band, in particolare Emma Bunton, sua artista preferita.
Matvej ha prestato servizio presso il 522º Reggimento Corazzato dell'Esercito russo.